# Thesium bavarum
Thesium bavarum är en sandelträdsväxtart som beskrevs av Franz von Paula Schrank. Thesium bavarum ingår i släktet spindelörter, och familjen sandelträdsväxter. Inga underarter finns listade i Catalogue of Life.